# مارک اوئلت
مارک آرماند اوئلت (زاده ۸ ژوئن ۱۹۴۴) یک روحانی کلیسای کاتولیک کانادایی است که از سال ۲۰۱۰ تا ۲۰۲۳ به عنوان بخشدار بخش اسقف و رئیس کمیسیون پاپی برای آمریکای لاتین خدمت کرده است. او از اعضای سولپیسیان است.
اوئلت از سال ۲۰۰۳ تا ۲۰۱۰ به عنوان اسقف اعظم کبک و رئیس کلیسای کانادا خدمت کرد. او در ۲۱ اکتبر ۲۰۰۳ توسط پاپ ژان پل دوم به مقام کاردینال رسید و در سال‌های ۲۰۰۵ و ۲۰۱۳ به عنوان یکی از نامزدهای احتمالی انتخاب پاپ در نظر گرفته شد.
او اوایل دوران کشیشی خود را از سال ۱۹۷۲ تا ۲۰۰۱ به توسعه مدارک خود به عنوان یک الهیدان و کار به عنوان معلم و مدیر مدرسه علمیه در کانادا، کلمبیا و رم گذراند. او همچنین به مدت کوتاهی از سال ۲۰۰۱ تا ۲۰۰۳ در کوریای رم خدمت کرد.